# Marcelinho (football, 1984)
Pour les articles homonymes, voir Marcelinho.
Marcelo Nascimento da Costa, plus couramment appelé Marcelinho, est un footballeur international bulgare d'origine brésilienne né le 24 août 1984 à Manacapuru dans l'État d'Amazonas. Il évolue au poste de milieu offensif au sein du club brésilien de le Manaus FC.

## Biographie

### Carrière en club

#### Début de carrière
Marcelinho rejoint le club de São Paulo en 2002, à l'âge de 17 ans. Mais n'arrivant pas à s'imposer, il quitte le club en 2005 et joue ensuite en faveur des équipes de Cascavel, Santacruzense, São Caetano et Grêmio Catanduvense. En 2008, il quitte son pays natal et rejoint le club Émirati d'Al-Nasr Dubaï.

#### Mogi Mirim
En 2010, après une saison à l'Al-Nasr, Marcelinho rejoint le club de Mogi Mirim, ou il jouera 15 matchs.

#### CA Bragantino
En juillet 2010, il signe avec le CA Bragantino, club de deuxième division brésilienne, il jouera 41 matchs pour un total de 5 buts.

#### Ludogorets Razgrad
Le 12 mai 2011, il rejoint le club bulgare du Ludogorets Razgrad en signant un contrat de 3 ans. Il joue son premier match le 6 août 2011 contre le Lokomotiv Plovdiv. Deux semaines plus tard il marque ses premiers buts contre le Vidima-Rakovski. Lors de sa première saison il gagne tous les trophées possibles en Bulgarie, à savoir championnat, Coupe de Bulgarie, et Supercoupe de Bulgarie.
Le 11 juillet 2012, il rentre dans l'histoire du club en marquant le premier but du Ludogorets Razgrad en coupe d'Europe, lors du troisième tour préliminaire de la Ligue des champions contre le Dinamo Zagreb. C'est également son premier but en Coupe d'Europe.
Le 19 décembre 2013, Marcelinho est élu meilleur joueur étranger du championnat bulgare.
Le 6 août 2014, il inscrit son premier doublé en Ligue des champions, lors du troisième tour préliminaire face au Partizan Belgrade.
Le 1er octobre 2014, il inscrit un but contre le Real Madrid lors des phases de groupe de la Ligue des champions. C'est son premier but inscrit en phase de poules.
Le 19 avril 2015, contre le Litex Lovetch, Marcelinho joue son 100e match de championnat sous les couleurs du Ludogorets Razgrad.

### Carrière internationale
Marcelinho joue avec l'équipe du Brésil des moins de 20 ans à trois reprises entre 2002 et 2003.
Le 24 janvier 2013, il obtient le passeport bulgare et déclare qu'il serait heureux de représenter l'équipe de Bulgarie,.
En décembre 2015, le sélectionneur bulgare Ivaylo Petev annonce que Marcelinho sera sélectionné avec l'équipe nationale bulgare en mars 2016.
Le 7 mars 2016, il est convoqué pour la première fois en équipe de Bulgarie par le sélectionneur national Ivaylo Petev, pour les matchs amicaux contre le Portugal et la Macédoine. 
Le 25 mars 2016, il honore sa première sélection contre le Portugal en amical. Il commence la rencontre comme titulaire, et sort du terrain à la 84e minute de jeu, en étant remplacé par Aleksandar Tonev. Durant cette rencontre, il marque son premier but en sélection. Le match se solde par une victoire 1-0 des Bulgares.

## Palmarès

### En club
- Ludogorets Razgrad
  - Champion de Bulgarie en 2012, 2013, 2014, 2015, 2016, 2017, 2018, 2019 et 2020.
  - Vainqueur de la Coupe de Bulgarie en 2012 et 2014.
  - Vainqueur de la Supercoupe de Bulgarie en 2012 et 2014.
  - Finaliste de la Coupe de Bulgarie en 2017.

### Distinctions personnelles
- Élu meilleur joueur étranger du championnat bulgare en 2013